# Tracy Dooley
Tracy Dooley (auch Tracy van Deventer; * 24. Mai 1969) ist eine US-amerikanische Crosslauf-Sommerbiathletin.
Tracy Dooley lebt in Arlington. Die Nationalgardistin startet auch für die Nationalgarde. In Ufa nahm sie an den Sommerbiathlon-Weltmeisterschaften 2006 teil, bei denen sie 22. im Sprint und 17. der Verfolgung wurde. Auch national erreichte sie mehrfach Erfolge. So gewann sie bei den US-Meisterschaften 2008 in Whitetail Preserve im Sprint hinter Molly Susla und Ann Sick die Bronzemedaille, im Verfolgungsrennen wurde Dooley hinter Susla und vor Stephanie Blackstone Vizemeisterin.